# Hainburg an der Donau
Pour les articles homonymes, voir Hainburg.
Hainburg an der Donau (« Hainbourg sur le Danube ») est une commune-ville d'Autriche située sur le Danube dans le district de Bruck sur la Leitha, en Basse-Autriche.

## Géographie

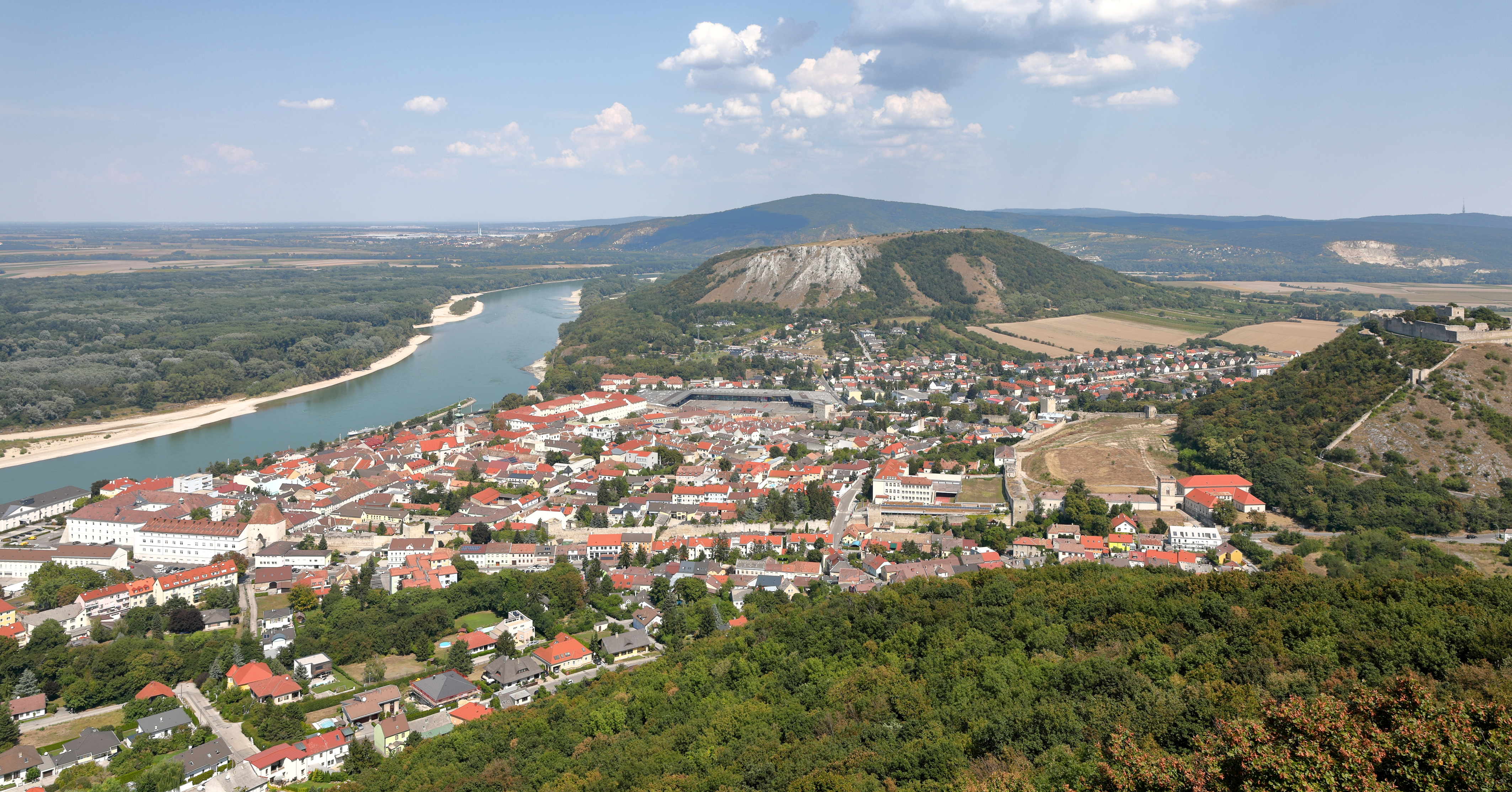
Vue sur la ville entourée par le Danube, la Braunsberg et le château.

Le centre-ville se situe sur la rive droite du Danube à l’extrémité Est de l’Autriche, peu avant le confluent de la Morava (March) et la frontière avec la Slovaquie aux portes de Devín. Hainburg se trouve à 50 km à l'est de Vienne et à 15 km à l'ouest de Bratislava.
La ville s'étend au-dessous des parois calcaires escarpées de la Braunsberg (« montagne brune ») s'élevant directement au bord du Danube. Avec les montagnes à Devín (Devínske Karpaty) sur la rive gauche, elle forme une cluse appelée la Porte de Hainburg (ou Porte de Devín ; anciennement la Porte de Hongrie). La ville marque l'extrémité orientale du bassin de Vienne et des vastes plaines alluviales du parc national Danube-Auen. Une grande partie du territoire communal est recouvert de forêts.
Depuis 1972, un pont routier à l'ouest de la ville permet de traverser le Danube vers Engelhartstetten au nord. Par contre, il n'existe aucune voie de passage vers Devín en Slovaquie. La gare de passagers possède un raccordement direct avec le réseau de la S-Bahn de Vienne.

## Histoire

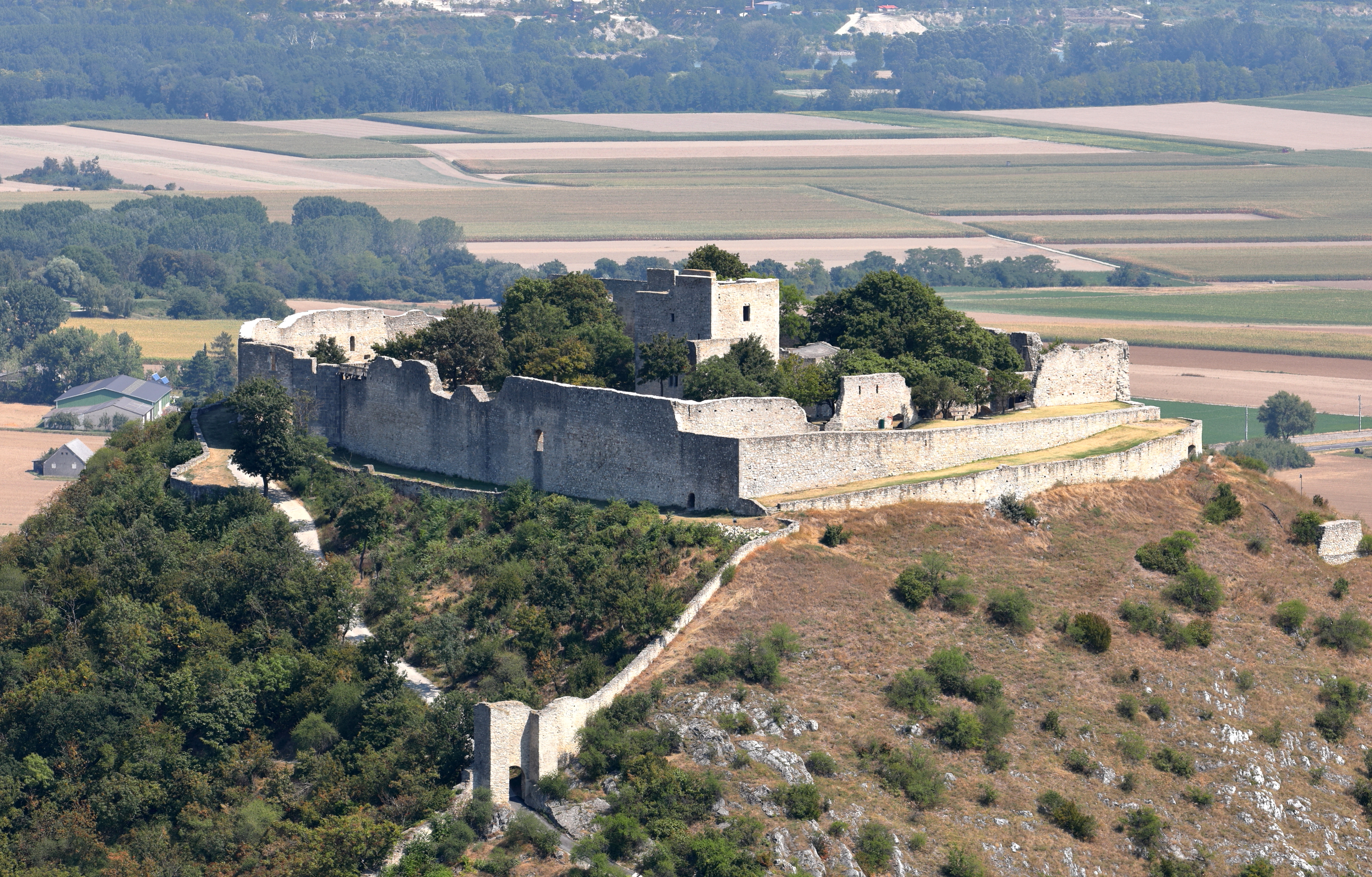
L'ancienne ruine de Hainbourg.

Du fait de sa position remarquable au pied d’une colline proche de la confluence de la Morava et du Danube, le territoire a été peuplé pour plusieurs milliers d'années et on y retrouve des traces de la civilisation des champs d'urnes et de la civilisation de Hallstatt. Lors des fouilles archéologiques au sommet de la Braunsberg, les fondations d’un oppidum celte construit au IIe siècle av. J.-C. ont été découvertes.
Le nom de Heimenburc est écrit pour la première fois dans la Chanson des Nibelungen composée au XIIIe siècle ; néanmoins, il se réfère probablement à l'endroit d'Altenburg (le « vieux château ») plus à l'ouest. Cette forteresse aurait été construite par un certain noble Heimo, échanson au service de l'empereur Arnulf à la fin du IXe siècle. Elle fut détruite en 1042 par les forces du roi Henri III, souverain du Saint-Empire, au cours d'un conflit frontalier dans le margraviat d'Autriche avec Samuel Aba de Hongrie. À cette époque, le chroniqueur Hermann de Reichenau présente les villes de Heimenburg et de Brezesburg (Bratislava) comme étant très peuplée.
Peu de temps après la conquête de la région sur les Hongrois, vers l'an 1050, Henri III ordonna la reconstruction du château au-dessus de la ville de Hainbourg. Cette construction est réalisée sous la supervision de Gebhard, évêque de Ratisbonne, du duc Conrad II de Bavière et du margrave Adalbert d'Autriche.

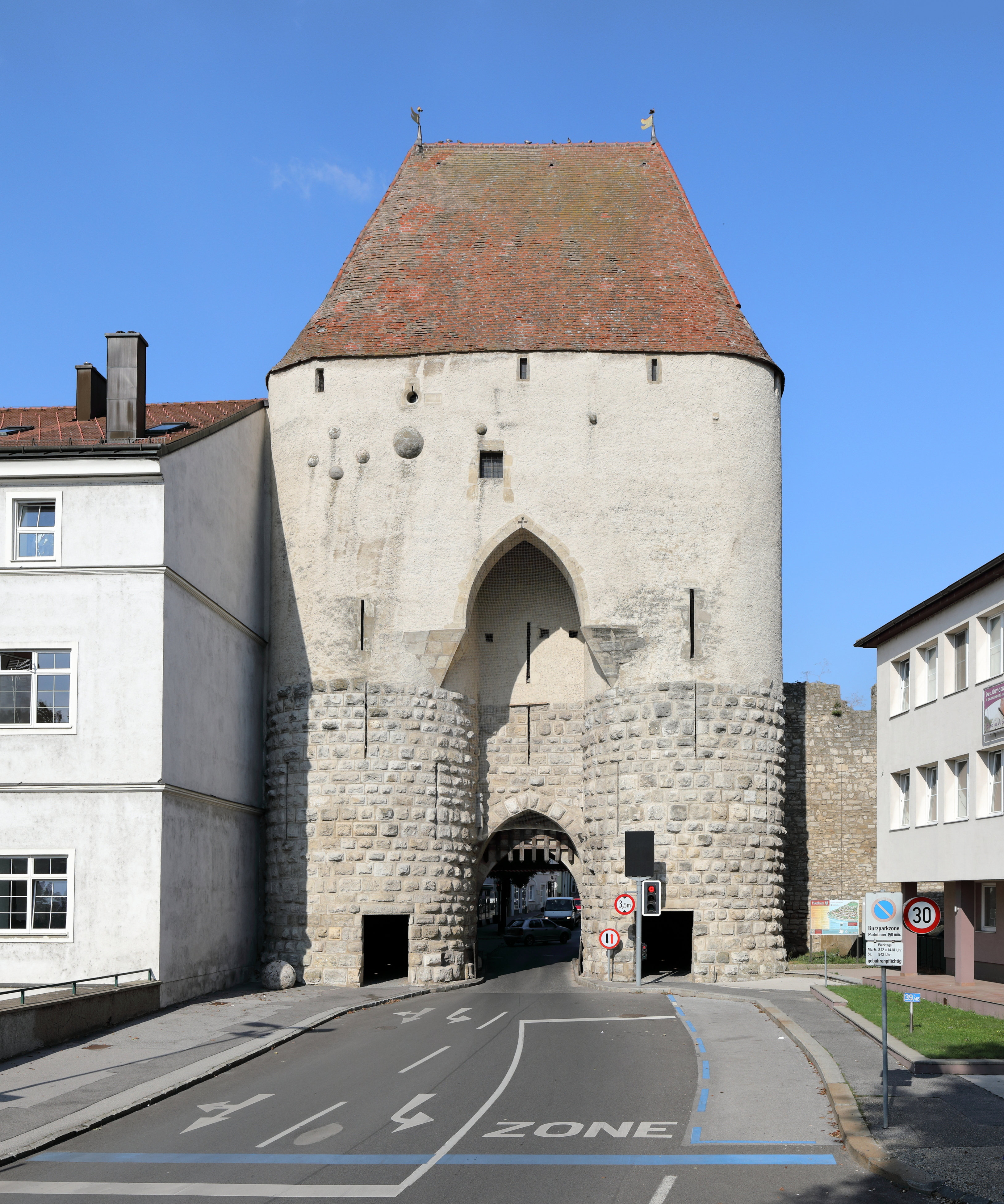
La porte de Vienne.

En 1108, le château entre en possession des margraves de la maison de Babenberg, élevés au titre de « duc d'Autriche » par l'acte impérial du Privilegium Minus en 1156. Du fait de sa position stratégique proche de la frontière avec le royaume de Hongrie, la ville de Hainbourg est alors fortifiée. Ces fortifications sont améliorées dans la deuxième moitié du XIIe siècle en utilisant une partie de la rançon pour la libération de Richard Cœur de Lion. La porte de Vienne, la plus grande porte médiévale d’Europe est probablement construite à partir de 1225, pendant le règne du duc Léopold VI d'Autriche, et finie vers 1267/1268 sous l'égide du roi Ottokar II de Bohême. C’est ainsi que Hainbourg possède une des fortifications les mieux conservées d’Europe avec 3 portes, 15 tours et 2,5 km de murs. Une grande partie du matériel de construction a été récupéré dans les ruines de la ville romaine de Carnuntum.
Le 11 février 1252, la princesse Marguerite de Babenberg, sœur du dernier duc des Babenberg, Frédéric le Querelleur († 1246), avait épousé Ottokar II Přemysl, fils du roi Venceslas Ier de Bohême, dans la chapelle du château de Hainbourg. En ces temps du Grand Interrègne, son époux est reconnu comme duc d'Autriche par l'aristocratie locale ; toutefois, le combat avec Rodolphe Ier de Habsbourg a culminé en 1278 dans la bataille de Marchfeld où Ottokar n'a pas seulement de perdre ses fiefs, mais aussi sa vie. En possession des Habsbourg, au long des siècles, la forteresse est devenue moins importante.
À la veille du siège de Vienne en 1529, le troupes ottomanes ont franchi la frontière du Saint-Empire à Hainbourg entraînant la dévastation de la ville et du château. Le 11 juillet 1683, lors de la deuxième grande guerre turque, la ville est encore une fois prise par les Turcs. Près de 8 000 personnes (presque toute la population) sont tuées alors qu’elles essayaient de fuir vers les plaines du Danube par la porte des Pêcheurs.

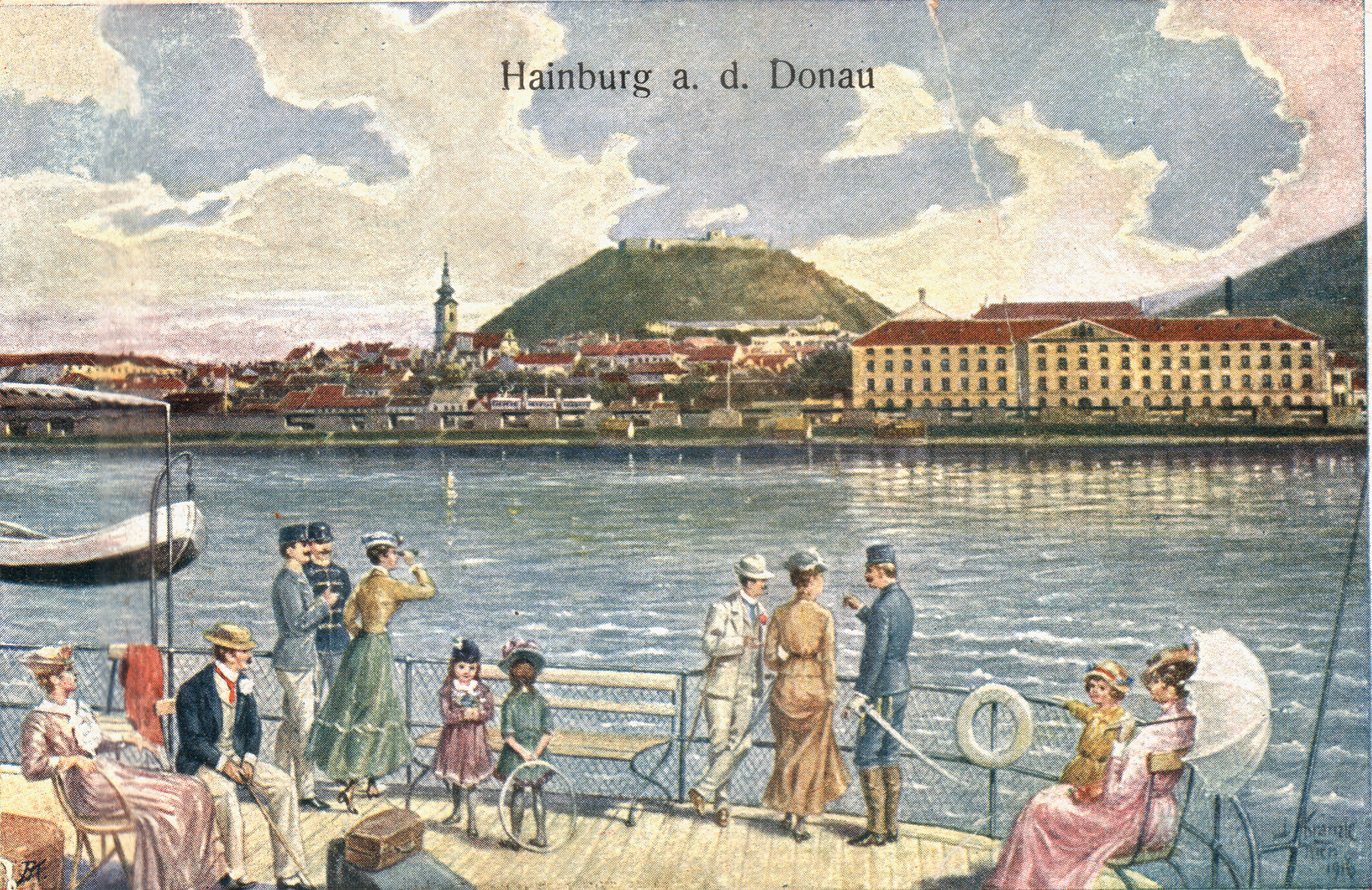
Hainburg an der Donau, 1916.

En 1784, une manufacture de tabac est établie par un brevet de l'empereur Joseph II. Elle fonctionne encore aujourd'hui.
Depuis la fin de la Première Guerre mondiale et le démantèlement de l’empire austro-hongrois, Hainbourg se retrouve à l’écart aux confins du pays. Après avoir compté 7 667 habitants en 1934, la ville s’est constamment dépeuplée jusqu'à n’avoir plus que 5 651 habitants en 2001. Dans les années 1960, une route est construite pour monter au sommet de la Braunsberg qui servait alors de belvédère pour voir le rideau de fer et la ville de Bratislava. En 1984, la population s’est opposée massivement à la construction d’une centrale électrique et a occupé les plaines du Danube pour empêcher cette construction. Ces événements marquèrent profondément la politique énergétique autrichienne et précédèrent la création du parc national des rives du Danube.
Depuis quelques années, la ville profite de l’entrée de la Slovaquie dans l’Union européenne et l’espace Schengen : la population de la ville augmente de nouveau car des gens travaillant à Bratislava viennent s’y installer. Depuis 2009, Hainbourg est reliée au réseau de bus urbain de Bratislava.

## Culture et patrimoine

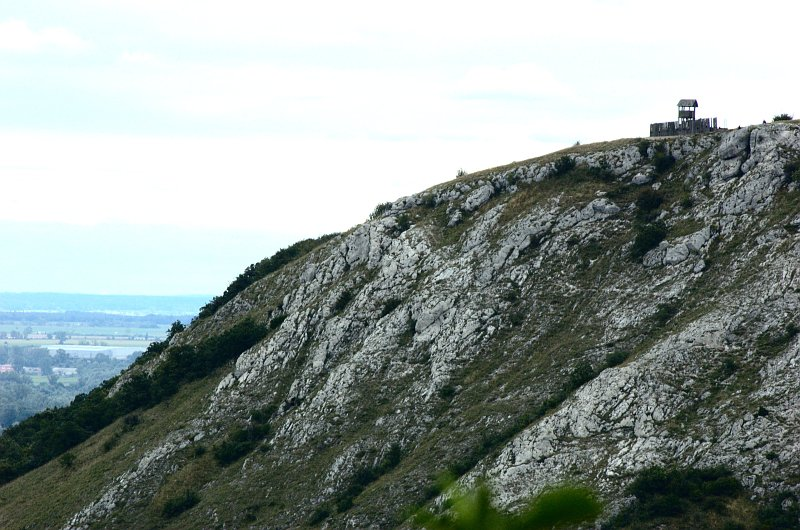
La Braunsberg.

La montagne de Braunsberg est un bloc de calcaire culminant à 346 m d’altitude au-dessus de Hainbourg et du Danube. Elle porte encore les traces d’un oppidum du IIe siècle av. J.-C. av Des fouilles ont été réalisées en 1931 et en 1986. Depuis, un mur et une tour de garde ont été reconstruits. À son pied se trouvait aussi le château de Röthelstein au Moyen Âge.
La ville se trouve à proximité des ruines de la ville romaine de Carnuntum, du château de Devín et des châteaux de la plaine de la Morava (Marchfeld) à Hof, Niederweiden, Orth, Marchegg, Eckartsau et Obersiebenbrunn. Le plus important est le palais baroque de Hof commandité par le prince Eugène de Savoie.

## Jumelages
- Nieder-Roden,  Rodgau (Allemagne)
- Šamorín (Slovaquie)

## Personnalités
- Franz Conrad von Hötzendorf (1852-1925), maréchal, a étudié à l'académie militaire de Hainburg ;
- Mauritz von Wiktorin (1883–1956), général d'infanterie ;
- Wolfgang Priklopil (1962-2006), criminel ;
- Karl Sesta (1906-1974), footballeur ;
- Helga Erlinger (1947), personnalité politique ;
- Adolf Tuma (1956), dessinateur de timbres.

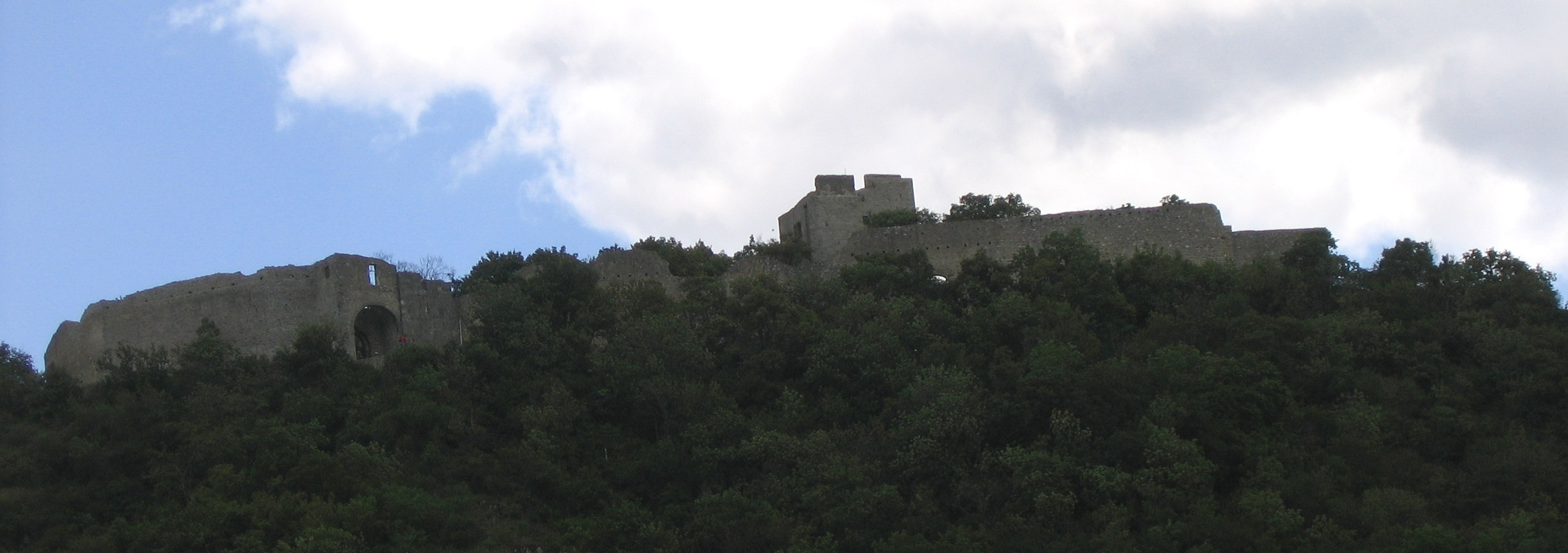
Le château d'Hainbourg.

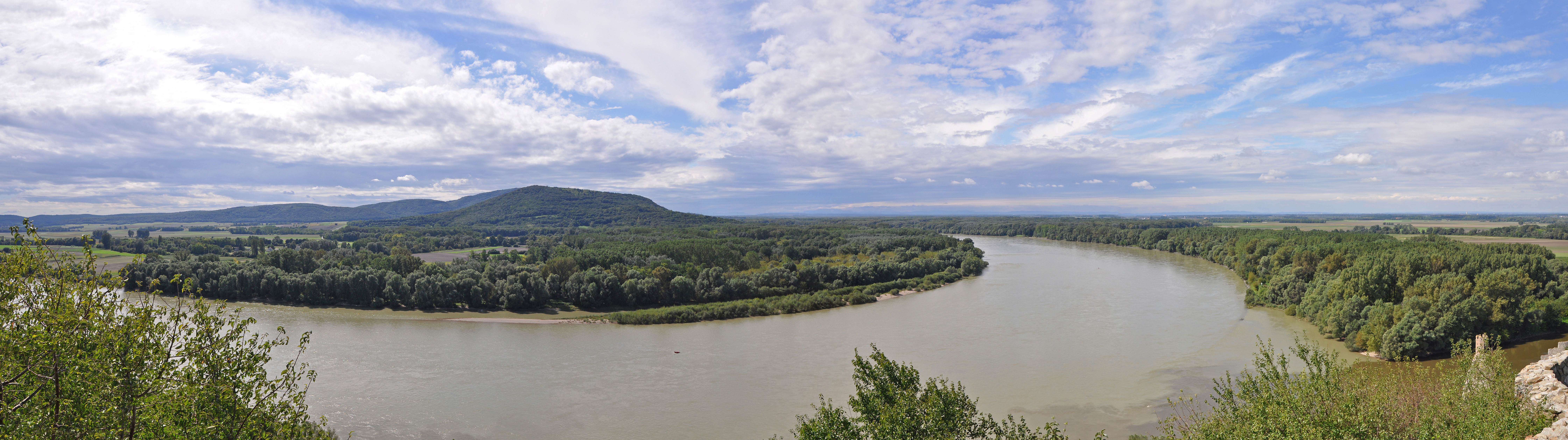
Le Danube entre Hainburg et Devin (Slovaquie), avec à droite le confluent de la Morava.